# أنطون غوستافسون
أنطون غوستافسون (بالسويدية: Anton Gustafsson) هو لاعب هوكي الجليد سويدي، ولد في 25 فبراير 1990 في كارلسكوغا في السويد.

## وصلات خارجية
- أنطون غوستافسون على موقع دوري الهوكي الوطني (الإنجليزية)
- أنطون غوستافسون على موقع EliteProspects.com (الإنجليزية)
- أنطون غوستافسون على موقع Eurohockey.com (الإنجليزية)
- أنطون غوستافسون على موقع HockeyDB.com (الإنجليزية)